# Нижня Чаб'я
Нижня Чаб'я́ (рос. Нижняя Чабья) — присілок в Кізнерському районі Удмуртії, Росія.
Населення становить 105 осіб (2010, 154 у 2002).
Національний склад (2002):
- удмурти — 90 %

Урбаноніми:
- вулиці — Лісова, Центральна
- провулки — Широкий